# اجه اوسلو
اجه اوسلو (انگلیسی: Ece Uslu؛ زادهٔ ۹ سپتامبر ۱۹۷۴) بازیگر اهل ترکیه است.